# Province d'Ascope
La province d'Ascope (en espagnol : Provincia de Ascope) est l'une des douze  provinces du département de La Libertad, au Pérou. Son chef-lieu est la ville d'Ascope.

## Géographie
La province couvre une superficie de 3 288,07 km2. Elle est limitée au nord par la province de Pacasmayo, à l'est par la région de Cajamarca, la province de Gran Chimú et la province d'Otuzco, au sud par la province de Trujillo et à l'ouest par l'océan Pacifique.

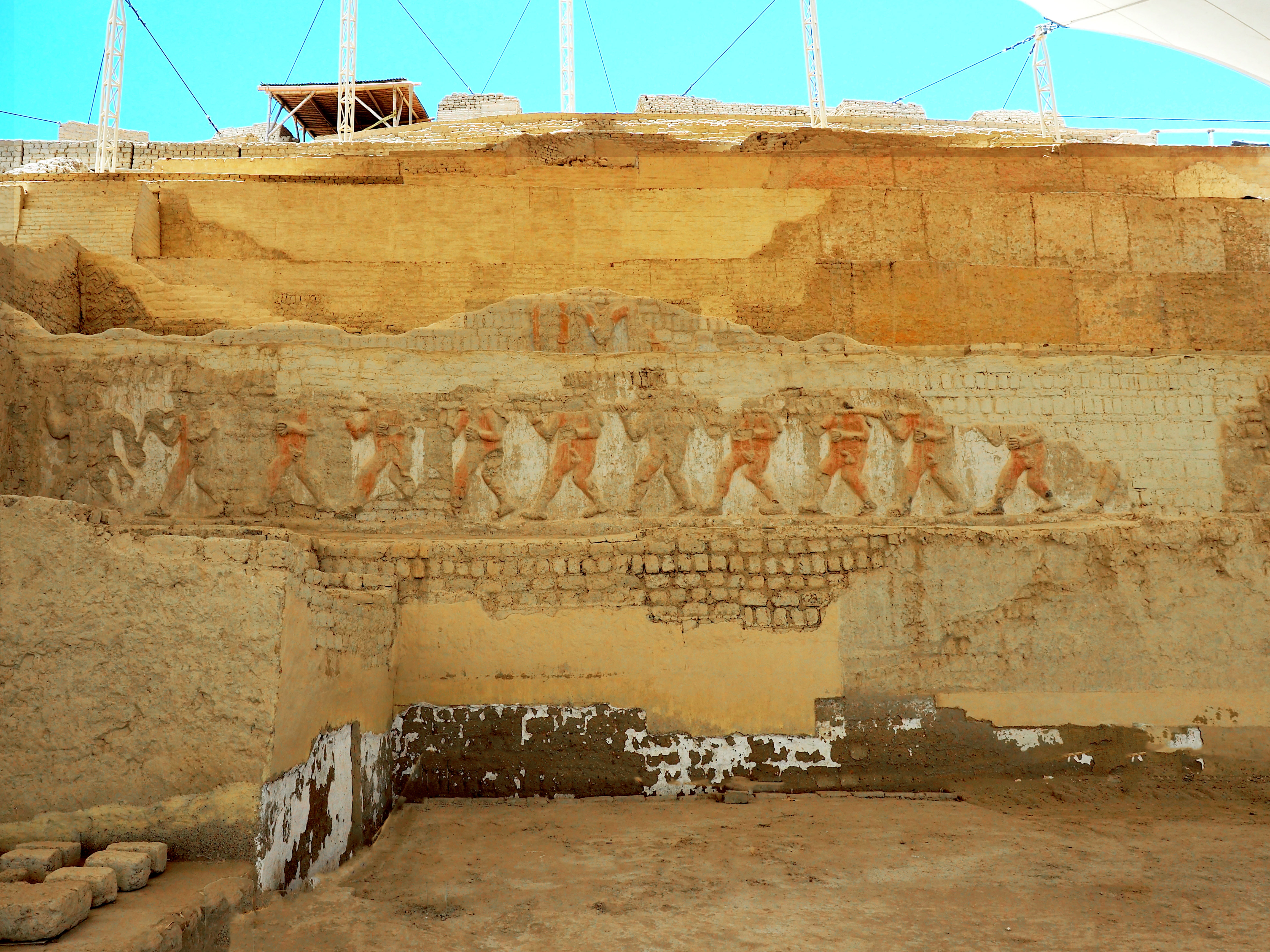
Vallée de Chicama, province de La Libertad, Pérou

## Histoire
La province a été créée le 1er juin 1984.

## Population
La population de la province s'élevait à 116 684 habitants en 2005.

## Subdivisions
La province d'Ascope est divisée en huit districts :
- Ascope
- Casa Grande
- Chicama
- Chocope
- Magdalena de Cao
- Paiján
- Rázuri
- Santiago de Cao